# Élections cantonales de 1992 dans l'Aveyron
Les élections cantonales ont eu lieu les 22 et 29 mars 1992.
Lors de ces élections, 22 des 46 cantons de l'Aveyron ont été renouvelés. Elles ont vu la reconduction de la majorité RPR dirigée par Jean Puech, président du conseil général depuis 1976.

## Résultats à l’échelle du département
Répartition départementale des résultats (2e tour).
- PS (25,53 %)
- PRG (9,41 %)
- RPR (19,33 %)
- UDF (26,38 %)
- DVD (19,35 %)

| Étiquette      | Étiquette                          | Premier tour | Premier tour | Second tour | Second tour | Sièges |
| Étiquette      | Étiquette                          | Voix         | %            | Voix        | %           | Sièges |
| -------------- | ---------------------------------- | ------------ | ------------ | ----------- | ----------- | ------ |
|                | Parti socialiste                   | 11 606       | 15,89        | 9 024       | 25,53       | 0      |
|                | Parti radical de gauche            | 3 070        | 4,20         | 3 328       | 9,41        | 0      |
|                | Parti communiste français          | 2 755        | 3,77         |             |             |        |
|                | Majorité présidentielle            | 2 250        | 3,08         |             |             |        |
| Gauche         | Gauche                             | 19 681       | 26,94        | 12 352      | 34,94       | 0      |
|                |                                    |              |              |             |             |        |
|                | Union pour la démocratie française | 18 905       | 25,88        | 9 325       | 26,38       | 10     |
|                | Divers droite                      | 15 812       | 21,65        | 6 839       | 19,35       | 7      |
|                | Rassemblement pour la République   | 12 457       | 17,05        | 6 834       | 19,33       | 5      |
|                | Front national                     | 1 761        | 2,41         |             |             |        |
| Droite         | Droite                             | 48 935       | 66,99        | 22 998      | 65,06       | 22     |
|                |                                    |              |              |             |             |        |
|                | Les Verts                          | 3705         | 5,07         |             |             |        |
|                | Génération écologie                | 723          | 0,99         |             |             |        |
| Écologistes    | Écologistes                        | 4 428        | 6,06         |             |             |        |
|                |                                    |              |              |             |             |        |
| Inscrits       | Inscrits                           | 101 297      | 100,00       | 52 996      | 100,00      |        |
| Abstention     | Abstention                         | 23 428       | 23,13        | 14 888      | 28,09       |        |
| Votants        | Votants                            | 77 869       | 76,87        | 38 108      | 71,91       |        |
| Blancs et nuls | Blancs et nuls                     | 4 825        | 6,20         | 2 758       | 7,24        |        |
| Exprimés       | Exprimés                           | 73 044       | 93,80        | 35 350      | 92,76       |        |

## Résultats par canton

### Canton de Belmont-sur-Rance
| Candidats      | Candidats      | Étiquette      | Premier tour | Premier tour |
| Candidats      | Candidats      | Étiquette      | Voix         | %            |
| -------------- | -------------- | -------------- | ------------ | ------------ |
|                | Albert Alies*  | DVD            | 869          | 52,89        |
|                | Francis Castan | DVD            | 535          | 32,56        |
|                | Roger Romieu   | PS             | 101          | 6,15         |
|                | Jocelyne Mery  | Verts          | 84           | 5,11         |
|                | Yves Castanier | PCF            | 54           | 3,29         |
|                |                |                |              |              |
| Inscrits       | Inscrits       | Inscrits       | 2 126        | 100,00       |
| Abstention     | Abstention     | Abstention     | 400          | 18,81        |
| Votants        | Votants        | Votants        | 1 726        | 81,19        |
| Blancs et nuls | Blancs et nuls | Blancs et nuls | 83           | 4,81         |
| Exprimés       | Exprimés       | Exprimés       | 1 643        | 95,19        |

*sortant

### Canton de Bozouls
| Candidats      | Candidats          | Étiquette      | Premier tour | Premier tour |
| Candidats      | Candidats          | Étiquette      | Voix         | %            |
| -------------- | ------------------ | -------------- | ------------ | ------------ |
|                | André Baudon*      | UDF            | 2 128        | 72,58        |
|                | Jean-Pierre Fontes | PS             | 670          | 22,85        |
|                | Julien Pascal      | PCF            | 134          | 4,57         |
|                |                    |                |              |              |
| Inscrits       | Inscrits           | Inscrits       | 4 266        | 100,00       |
| Abstention     | Abstention         | Abstention     | 1 001        | 23,46        |
| Votants        | Votants            | Votants        | 3 265        | 76,54        |
| Blancs et nuls | Blancs et nuls     | Blancs et nuls | 333          | 10,20        |
| Exprimés       | Exprimés           | Exprimés       | 2 932        | 89,80        |

*sortant

### Canton de Campagnac
| Candidats      | Candidats              | Étiquette      | Premier tour | Premier tour |
| Candidats      | Candidats              | Étiquette      | Voix         | %            |
| -------------- | ---------------------- | -------------- | ------------ | ------------ |
|                | Pierre-Marie Blanquet* | DVD            | 1 022        | 90,36        |
|                | Michel Fages           | PCF            | 109          | 9,64         |
|                |                        |                |              |              |
| Inscrits       | Inscrits               | Inscrits       | 1 597        | 100,00       |
| Abstention     | Abstention             | Abstention     | 319          | 19,97        |
| Votants        | Votants                | Votants        | 1 278        | 80,03        |
| Blancs et nuls | Blancs et nuls         | Blancs et nuls | 147          | 11,50        |
| Exprimés       | Exprimés               | Exprimés       | 1 131        | 88,50        |

*sortant

### Canton d'Entraygues-sur-Truyère
| Candidats      | Candidats         | Étiquette      | Premier tour | Premier tour | Second tour | Second tour |
| Candidats      | Candidats         | Étiquette      | Voix         | %            | Voix        | %           |
| -------------- | ----------------- | -------------- | ------------ | ------------ | ----------- | ----------- |
|                | Jacques Blanc     | DVD            | 714          | 38,93        | 1 046       | 61,13       |
|                | Robert Cassagnes* | UDF            | 500          | 27,26        | 665         | 38,87       |
|                | Gilbert Mouly     | PS             | 331          | 18,05        | Retrait     | Retrait     |
|                | Serge Julien      | DVD            | 266          | 14,50        |             |             |
|                | Fernand Marragou  | PCF            | 23           | 1,25         |             |             |
|                |                   |                |              |              |             |             |
| Inscrits       | Inscrits          | Inscrits       | 2 466        | 100,00       | 2 466       | 100,00      |
| Abstention     | Abstention        | Abstention     | 554          | 22,47        | 672         | 27,25       |
| Votants        | Votants           | Votants        | 1 912        | 77,53        | 1 794       | 72,75       |
| Blancs et nuls | Blancs et nuls    | Blancs et nuls | 78           | 4,08         | 83          | 4,63        |
| Exprimés       | Exprimés          | Exprimés       | 1 834        | 95,92        | 1 711       | 95,37       |

*sortant

### Canton d'Estaing
| Candidats      | Candidats        | Étiquette      | Premier tour | Premier tour |
| Candidats      | Candidats        | Étiquette      | Voix         | %            |
| -------------- | ---------------- | -------------- | ------------ | ------------ |
|                | Léon Romieu      | RPR            | 1 315        | 58,68        |
|                | Jacques Delfieux | UDF            | 895          | 39,94        |
|                | Guy Lignac       | PCF            | 31           | 1,38         |
|                |                  |                |              |              |
| Inscrits       | Inscrits         | Inscrits       | 2 778        | 100,00       |
| Abstention     | Abstention       | Abstention     | 465          | 16,74        |
| Votants        | Votants          | Votants        | 2 313        | 83,26        |
| Blancs et nuls | Blancs et nuls   | Blancs et nuls | 72           | 3,11         |
| Exprimés       | Exprimés         | Exprimés       | 2 241        | 96,89        |

### Canton de Laguiole
| Candidats      | Candidats          | Étiquette      | Premier tour | Premier tour |
| Candidats      | Candidats          | Étiquette      | Voix         | %            |
| -------------- | ------------------ | -------------- | ------------ | ------------ |
|                | Guy Dumas*         | DVD            | 943          | 57,92        |
|                | Maurice Poirier    | DVD            | 377          | 23,16        |
|                | Michel Molherat    | PS             | 302          | 18,55        |
|                | Jean-François Coto | PCF            | 6            | 0,37         |
|                |                    |                |              |              |
| Inscrits       | Inscrits           | Inscrits       | 2 125        | 100,00       |
| Abstention     | Abstention         | Abstention     | 435          | 20,47        |
| Votants        | Votants            | Votants        | 1 690        | 79,53        |
| Blancs et nuls | Blancs et nuls     | Blancs et nuls | 62           | 3,67         |
| Exprimés       | Exprimés           | Exprimés       | 1 628        | 96,33        |

*sortant

### Canton de Laissac
| Candidats      | Candidats       | Étiquette      | Premier tour | Premier tour | Second tour | Second tour |
| Candidats      | Candidats       | Étiquette      | Voix         | %            | Voix        | %           |
| -------------- | --------------- | -------------- | ------------ | ------------ | ----------- | ----------- |
|                | Yves Boyer      | RPR            | 987          | 36,00        | 1 318       | 50,38       |
|                | Gilbert Passaga | DVD            | 860          | 31,36        | 1 298       | 49,62       |
|                | Jean Sudres     | DVD            | 804          | 29,32        | Retrait     | Retrait     |
|                | Guy Rouquayrol  | PCF            | 91           | 3,32         |             |             |
|                |                 |                |              |              |             |             |
| Inscrits       | Inscrits        | Inscrits       | 3 393        | 100,00       | 3 391       | 100,00      |
| Abstention     | Abstention      | Abstention     | 549          | 16,18        | 639         | 18,84       |
| Votants        | Votants         | Votants        | 2 844        | 83,82        | 2 752       | 81,16       |
| Blancs et nuls | Blancs et nuls  | Blancs et nuls | 102          | 3,59         | 136         | 4,94        |
| Exprimés       | Exprimés        | Exprimés       | 2 742        | 96,41        | 2 616       | 95,06       |

### Canton de Marcillac-Vallon
| Candidats      | Candidats        | Étiquette      | Premier tour | Premier tour | Second tour | Second tour |
| Candidats      | Candidats        | Étiquette      | Voix         | %            | Voix        | %           |
| -------------- | ---------------- | -------------- | ------------ | ------------ | ----------- | ----------- |
|                | Joseph Monestier | UDF            | 2 068        | 43,43        | 2 745       | 71,08       |
|                | Henri Périé*     | RPR            | 1 671        | 35,09        | Retrait     | Retrait     |
|                | Michel Morel     | PS             | 735          | 15,43        | 1 117       | 28,92       |
|                | Michel Valiente  | PCF            | 288          | 6,05         |             |             |
|                |                  |                |              |              |             |             |
| Inscrits       | Inscrits         | Inscrits       | 6 351        | 100,00       | 6 350       | 100,00      |
| Abstention     | Abstention       | Abstention     | 1 316        | 20,72        | 2 028       | 31,94       |
| Votants        | Votants          | Votants        | 5 035        | 79,28        | 4 322       | 68,06       |
| Blancs et nuls | Blancs et nuls   | Blancs et nuls | 273          | 5,42         | 460         | 10,64       |
| Exprimés       | Exprimés         | Exprimés       | 4 762        | 94,58        | 3 862       | 89,36       |

*sortant

### Canton de Millau-Ouest
| Candidats      | Candidats          | Étiquette      | Premier tour | Premier tour | Second tour | Second tour |
| Candidats      | Candidats          | Étiquette      | Voix         | %            | Voix        | %           |
| -------------- | ------------------ | -------------- | ------------ | ------------ | ----------- | ----------- |
|                | Gilbert Lagarde*   | RPR            | 2 632        | 31,49        | 4 322       | 55,85       |
|                | Guy Durand         | PS             | 1 999        | 23,92        | 3 417       | 44,15       |
|                | Jean-Louis Esperce | DVD            | 1 293        | 15,47        | Retrait     | Retrait     |
|                | Robert Roussel     | GE             | 723          | 8,65         |             |             |
|                | Gérard Cabillic    | FN             | 689          | 8,24         |             |             |
|                | Gérard Galtier     | Verts          | 549          | 6,57         |             |             |
|                | Georges Gaubert    | PCF            | 472          | 5,65         |             |             |
|                |                    |                |              |              |             |             |
| Inscrits       | Inscrits           | Inscrits       | 12 561       | 100,00       | 12 558      | 100,00      |
| Abstention     | Abstention         | Abstention     | 3 586        | 28,55        | 4 164       | 33,16       |
| Votants        | Votants            | Votants        | 8 975        | 71,45        | 8 394       | 66,84       |
| Blancs et nuls | Blancs et nuls     | Blancs et nuls | 618          | 6,89         | 655         | 7,80        |
| Exprimés       | Exprimés           | Exprimés       | 8 357        | 93,11        | 7 739       | 92,20       |

*sortant

### Canton de Montbazens
| Candidats      | Candidats        | Étiquette      | Premier tour | Premier tour |
| Candidats      | Candidats        | Étiquette      | Voix         | %            |
| -------------- | ---------------- | -------------- | ------------ | ------------ |
|                | Aimé Roux        | UDF            | 2 172        | 51,18        |
|                | Maurice Ginestet | PS             | 1 631        | 38,43        |
|                | Jean-Marc Bruel  | Verts          | 292          | 6,88         |
|                | Robert Couderc   | PCF            | 149          | 3,51         |
|                |                  |                |              |              |
| Inscrits       | Inscrits         | Inscrits       | 5 501        | 100,00       |
| Abstention     | Abstention       | Abstention     | 992          | 18,03        |
| Votants        | Votants          | Votants        | 4 509        | 81,97        |
| Blancs et nuls | Blancs et nuls   | Blancs et nuls | 265          | 5,88         |
| Exprimés       | Exprimés         | Exprimés       | 4 244        | 94,12        |

### Canton de Mur-de-Barrez
| Candidats      | Candidats          | Étiquette      | Premier tour | Premier tour |
| Candidats      | Candidats          | Étiquette      | Voix         | %            |
| -------------- | ------------------ | -------------- | ------------ | ------------ |
|                | Bernard Monzie*    | DVD            | 1 417        | 78,46        |
|                | Jean-Pierre Baldit | Verts          | 254          | 14,06        |
|                | Bernard Madrieres  | PCF            | 135          | 7,48         |
|                |                    |                |              |              |
| Inscrits       | Inscrits           | Inscrits       | 3 009        | 100,00       |
| Abstention     | Abstention         | Abstention     | 937          | 31,14        |
| Votants        | Votants            | Votants        | 2 072        | 68,86        |
| Blancs et nuls | Blancs et nuls     | Blancs et nuls | 266          | 12,84        |
| Exprimés       | Exprimés           | Exprimés       | 1 806        | 87,16        |

*sortant

### Canton de Najac
| Candidats      | Candidats          | Étiquette      | Premier tour | Premier tour |
| Candidats      | Candidats          | Étiquette      | Voix         | %            |
| -------------- | ------------------ | -------------- | ------------ | ------------ |
|                | Hubert Bouyssière* | UDF            | 1 748        | 63,56        |
|                | Georges Espie      | PS             | 933          | 33,93        |
|                | Veronique Delmas   | PCF            | 69           | 2,51         |
|                |                    |                |              |              |
| Inscrits       | Inscrits           | Inscrits       | 3 666        | 100,00       |
| Abstention     | Abstention         | Abstention     | 753          | 20,54        |
| Votants        | Votants            | Votants        | 2 913        | 79,46        |
| Blancs et nuls | Blancs et nuls     | Blancs et nuls | 163          | 5,60         |
| Exprimés       | Exprimés           | Exprimés       | 2 750        | 94,40        |

*sortant

### Canton de Nant
| Candidats      | Candidats         | Étiquette      | Premier tour | Premier tour | Second tour | Second tour |
| Candidats      | Candidats         | Étiquette      | Voix         | %            | Voix        | %           |
| -------------- | ----------------- | -------------- | ------------ | ------------ | ----------- | ----------- |
|                | René Quatrefages* | RPR            | 970          | 49,92        | 1 194       | 100,00      |
|                | Michel Aurelle    | DVD            | 618          | 31,81        | Retrait     | Retrait     |
|                | Jacques Dupont    | PS             | 189          | 9,73         |             |             |
|                | Alain Desjardin   | Verts          | 135          | 6,95         |             |             |
|                | Roger Deruy       | PCF            | 31           | 1,60         |             |             |
|                |                   |                |              |              |             |             |
| Inscrits       | Inscrits          | Inscrits       | 2 426        | 100,00       | 2 426       | 100,00      |
| Abstention     | Abstention        | Abstention     | 409          | 16,86        | 709         | 29,23       |
| Votants        | Votants           | Votants        | 2 017        | 83,14        | 1 717       | 70,77       |
| Blancs et nuls | Blancs et nuls    | Blancs et nuls | 74           | 3,67         | 523         | 30,46       |
| Exprimés       | Exprimés          | Exprimés       | 1 943        | 96,33        | 1 194       | 69,54       |

*sortant

### Canton de Naucelle
| Candidats      | Candidats       | Étiquette      | Premier tour | Premier tour | Second tour | Second tour |
| Candidats      | Candidats       | Étiquette      | Voix         | %            | Voix        | %           |
| -------------- | --------------- | -------------- | ------------ | ------------ | ----------- | ----------- |
|                | Joël Fouillade  | UDF            | 1 787        | 47,73        | 2 001       | 50,77       |
|                | Pierre Lacombe* | PS             | 1 675        | 44,74        | 1 940       | 49,23       |
|                | Jean Ginestet   | DVD            | 214          | 5,72         |             |             |
|                | Alain Puech     | PCF            | 68           | 1,82         |             |             |
|                |                 |                |              |              |             |             |
| Inscrits       | Inscrits        | Inscrits       | 4 738        | 100,00       | 4 736       | 100,00      |
| Abstention     | Abstention      | Abstention     | 835          | 17,62        | 722         | 15,24       |
| Votants        | Votants         | Votants        | 3 903        | 82,38        | 4 014       | 84,76       |
| Blancs et nuls | Blancs et nuls  | Blancs et nuls | 159          | 4,07         | 73          | 1,82        |
| Exprimés       | Exprimés        | Exprimés       | 3 744        | 95,93        | 3 941       | 98,18       |

*sortant

### Canton de Pont-de-Salars
| Candidats      | Candidats       | Étiquette      | Premier tour | Premier tour |
| Candidats      | Candidats       | Étiquette      | Voix         | %            |
| -------------- | --------------- | -------------- | ------------ | ------------ |
|                | Gilbert Privat* | DVD            | 2 171        | 59,11        |
|                | Alain Pichon    | PS             | 1 413        | 38,47        |
|                | Joseph Marquez  | PCF            | 89           | 2,42         |
|                |                 |                |              |              |
| Inscrits       | Inscrits        | Inscrits       | 4 765        | 100,00       |
| Abstention     | Abstention      | Abstention     | 931          | 19,54        |
| Votants        | Votants         | Votants        | 3 834        | 80,46        |
| Blancs et nuls | Blancs et nuls  | Blancs et nuls | 161          | 4,20         |
| Exprimés       | Exprimés        | Exprimés       | 3 673        | 95,80        |

*sortant

### Canton de Rodez-Est
| Candidats      | Candidats           | Étiquette      | Premier tour | Premier tour |
| Candidats      | Candidats           | Étiquette      | Voix         | %            |
| -------------- | ------------------- | -------------- | ------------ | ------------ |
|                | Michel Astoul*      | RPR            | 3 859        | 63,60        |
|                | Jean Delpuech       | PS             | 1 204        | 19,84        |
|                | Marie-Claude Carlin | Verts          | 782          | 12,89        |
|                | Jean-Marie Sanchez  | PCF            | 223          | 3,68         |
|                |                     |                |              |              |
| Inscrits       | Inscrits            | Inscrits       | 9 116        | 100,00       |
| Abstention     | Abstention          | Abstention     | 2 664        | 29,22        |
| Votants        | Votants             | Votants        | 6 452        | 70,78        |
| Blancs et nuls | Blancs et nuls      | Blancs et nuls | 384          | 5,95         |
| Exprimés       | Exprimés            | Exprimés       | 6 068        | 94,05        |

*sortant

### Canton de Saint-Affrique
| Candidats      | Candidats           | Étiquette      | Premier tour | Premier tour | Second tour | Second tour |
| Candidats      | Candidats           | Étiquette      | Voix         | %            | Voix        | %           |
| -------------- | ------------------- | -------------- | ------------ | ------------ | ----------- | ----------- |
|                | Paul Roques*        | UDF            | 3 252        | 47,18        | 3 914       | 60,55       |
|                | Alain Fauconnier    | PS             | 1 749        | 25,37        | 2 550       | 39,45       |
|                | Jean-Pierre Caldier | FN             | 563          | 8,17         |             |             |
|                | Jacky Constans      | DVD            | 538          | 7,81         |             |             |
|                | Francois Abbal      | Verts          | 534          | 7,75         |             |             |
|                | Andre Puech         | PCF            | 257          | 3,73         |             |             |
|                |                     |                |              |              |             |             |
| Inscrits       | Inscrits            | Inscrits       | 9 502        | 100,00       | 9 500       | 100,00      |
| Abstention     | Abstention          | Abstention     | 2 112        | 22,23        | 2 531       | 26,64       |
| Votants        | Votants             | Votants        | 7 390        | 77,77        | 6 969       | 73,36       |
| Blancs et nuls | Blancs et nuls      | Blancs et nuls | 497          | 6,73         | 505         | 7,25        |
| Exprimés       | Exprimés            | Exprimés       | 6 893        | 93,27        | 6 464       | 92,75       |

*sortant

### Canton de Saint-Amans-des-Côts
| Candidats      | Candidats      | Étiquette      | Premier tour | Premier tour |
| Candidats      | Candidats      | Étiquette      | Voix         | %            |
| -------------- | -------------- | -------------- | ------------ | ------------ |
|                | Victor Gauzit* | UDF            | 1 184        | 83,91        |
|                | Yves Assie     | PCF            | 227          | 16,09        |
|                |                |                |              |              |
| Inscrits       | Inscrits       | Inscrits       | 2 164        | 100,00       |
| Abstention     | Abstention     | Abstention     | 479          | 22,13        |
| Votants        | Votants        | Votants        | 1 685        | 77,87        |
| Blancs et nuls | Blancs et nuls | Blancs et nuls | 274          | 16,26        |
| Exprimés       | Exprimés       | Exprimés       | 1 411        | 83,74        |

*sortant

### Canton de Saint-Sernin-sur-Rance
| Candidats      | Candidats         | Étiquette      | Premier tour | Premier tour |
| Candidats      | Candidats         | Étiquette      | Voix         | %            |
| -------------- | ----------------- | -------------- | ------------ | ------------ |
|                | Jean-Marie Sirgue | UDF            | 1 415        | 52,86        |
|                | Yves Trouillet    | RPR            | 1 023        | 38,21        |
|                | Alain Villard     | PS             | 187          | 6,99         |
|                | Raymond Laborie   | PCF            | 52           | 1,94         |
|                |                   |                |              |              |
| Inscrits       | Inscrits          | Inscrits       | 3 407        | 100,00       |
| Abstention     | Abstention        | Abstention     | 584          | 17,14        |
| Votants        | Votants           | Votants        | 2 823        | 82,86        |
| Blancs et nuls | Blancs et nuls    | Blancs et nuls | 146          | 5,17         |
| Exprimés       | Exprimés          | Exprimés       | 2 677        | 94,83        |

### Canton de La Salvetat-Peyralès
| Candidats      | Candidats       | Étiquette      | Premier tour | Premier tour |
| Candidats      | Candidats       | Étiquette      | Voix         | %            |
| -------------- | --------------- | -------------- | ------------ | ------------ |
|                | Jean Bousquie*  | UDF            | 945          | 55,39        |
|                | Gilles Guillard | PS             | 737          | 43,20        |
|                | Pierre Tauran   | PCF            | 24           | 1,41         |
|                |                 |                |              |              |
| Inscrits       | Inscrits        | Inscrits       | 2 095        | 100,00       |
| Abstention     | Abstention      | Abstention     | 325          | 15,51        |
| Votants        | Votants         | Votants        | 1 770        | 84,49        |
| Blancs et nuls | Blancs et nuls  | Blancs et nuls | 64           | 3,62         |
| Exprimés       | Exprimés        | Exprimés       | 1 706        | 96,38        |

*sortant

### Canton de Vézins-de-Lévézou
| Candidats      | Candidats        | Étiquette      | Premier tour | Premier tour |
| Candidats      | Candidats        | Étiquette      | Voix         | %            |
| -------------- | ---------------- | -------------- | ------------ | ------------ |
|                | Jean Monteillet* | UDF            | 811          | 68,73        |
|                | Claude Saleil    | Verts          | 352          | 29,83        |
|                | Félix Quintard   | PCF            | 17           | 1,44         |
|                |                  |                |              |              |
| Inscrits       | Inscrits         | Inscrits       | 1 675        | 100,00       |
| Abstention     | Abstention       | Abstention     | 418          | 24,96        |
| Votants        | Votants          | Votants        | 1 257        | 75,04        |
| Blancs et nuls | Blancs et nuls   | Blancs et nuls | 77           | 6,13         |
| Exprimés       | Exprimés         | Exprimés       | 1 180        | 93,87        |

*sortant

### Canton de Villefranche-de-Rouergue
| Candidats      | Candidats          | Étiquette      | Premier tour | Premier tour | Second tour | Second tour |
| Candidats      | Candidats          | Étiquette      | Voix         | %            | Voix        | %           |
| -------------- | ------------------ | -------------- | ------------ | ------------ | ----------- | ----------- |
|                | Serge Roques       | DVD            | 3 171        | 41,29        | 4 495       | 57,46       |
|                | Jean Rigal*        | PRG            | 3 070        | 39,98        | 3 328       | 42,54       |
|                | Yves Danet Fremion | Verts          | 723          | 9,42         |             |             |
|                | André Marcais      | FN             | 509          | 6,63         |             |             |
|                | Christian Roussel  | PCF            | 206          | 2,68         |             |             |
|                |                    |                |              |              |             |             |
| Inscrits       | Inscrits           | Inscrits       | 11 570       | 100,00       | 11 569      | 100,00      |
| Abstention     | Abstention         | Abstention     | 3 364        | 29,08        | 3 423       | 29,59       |
| Votants        | Votants            | Votants        | 8 206        | 70,92        | 8 146       | 70,41       |
| Blancs et nuls | Blancs et nuls     | Blancs et nuls | 527          | 6,42         | 323         | 3,97        |
| Exprimés       | Exprimés           | Exprimés       | 7 679        | 93,58        | 7 823       | 96,03       |

*sortant